# Corale Giuseppe Verdi (Ostiglia)
L'Associazione Corale Giuseppe Verdi di Ostiglia in provincia di Mantova, fu fondata nel 1947. Il repertorio comprende brani corali di polifonia sacra e del melodramma, di epoche comprese fra il XVI e il XX secolo, anche con composizioni di ampio respiro quali il Gloria in re maggiore, il Credo e il Magnificat di Antonio Vivaldi; il Te Deum e Vesperae solennes de confessore di Wolfgang Amadeus Mozart.
Il coro ha tenuto concerti nei centri della Provincia di Mantova e in altre provincie italiane: Rassegna dei cori (1980) nella Repubblica di San Marino; Rassegna di Musica Sacra a Roma (1982), nelle basiliche di san Ignazio e di santa Maria in Aracoeli; 3º Festival Internazionale di Polifonia Mediterranea (1983), Molfetta, sotto la direzione artistica di Marcel Couraud; Festival Internazionale di Canto Corale (1988), Ostiglia; l'esecuzione dei Carmina Burana di Carl Orff a Mantova, Reggio Emilia, Crema e altri centri.
Intensa pure l'attività all'estero: Francia (1981, 1986), Spagna (1984, 1988), Grecia (1985), Polonia (1987), Cecoslovacchia (1990), concerti svolti anche in collaborazione con orchestre sinfoniche (Torelli di Verona, Filarmonici di Modena, Costantin Silvestri di Bucarest, l'Orchestra della Radiotelevisione di Zagabria (Croazia), con la quale ha registrato nel 1996 un CD con musiche dell'operista Stefano Gobatti.
In occasione del 50º anniversario della fondazione (1997) la Corale è stata protagonista di diversi progetti artistici, dai Quattro pezzi sacri di Giuseppe Verdi, ai Carmina Burana di Carl Orff e altri programmi musicali, operistici o di polifonia sacra.
Nel 1998 il coro ha eseguito la Petite Messe Solennelle di Gioachino Rossini a Guastalla, Modena, Suzzara e Mirandola, quest'ultima nell'ambito del Festival Effetto Musica; ha inoltre presentato i Carmina Burana a Lechbruck am See (Germania). Il coro ha collaborato con il Conservatorio di musica di Mantova per la realizzazione della Missa Septima di Lucio Campiani, compositore mantovano del tardo Ottocento, allievo di Gioachino Rossini.
Nel 1999 la Corale ha concluso la registrazione di un CD con il Kyrie e Gloria di Antonio Greggiati, manoscritto presente nel Fondo Musicale Greggiati di Ostiglia.
Numerosi i corsi di aggiornamento e approfondimento organizzati dal coro, nel 2011 è stato incaricato il maestro Mauro Marchetti del Coro città di Roma a tenere un corso di approfondimento sulla musica contemporanea con partirure dello statunitense Erik Withacre e dell'italiano Manolo Da Rold.
Dal 2014, dopo la prematura scomparsa dello storico Maestro Giuliano Vicenzi, la direzione del coro è affidata al Maestro Claudio Sani.